# Alegeri generale în Spania, 1982
Alegerile generale din Spania au avut loc pe 28 octombrie 1982. PSOE și PSC au prezentat 2 liste diferite de candidați: cu PSOE contestată de cea mai mare parte din Spania și PSC (Partidul Social Catalan) având sprijin doar în Catalonia. În ciuda diferențelor subtile, atât PSC cât și PSOE mai târziu se vor uni și vor forma actualul Partid Socialist Muncitoresc Spaniol (PSOE). PCE a prezentat de asemenea o listă diferită de candidați în Catalonia, numită Partidul Socialist Unificat din Catalonia, care a obținut un loc, inclus alături de PCE in tabelul de mai jos.
Alianța Populară și Uniunea de Centru Democrat au candidat pe o listă comună în provincia autonomă Bască și au caștigat 2 locuri. Aceste locuri sunt incluse în totalul de mai jos al Alianței Populare.
Acestea au fost singurele alegeri de la Al Doilea Război Mondial când o țară europeană care are reprezentare proporțională a produs un guvern non coaliție.
| Alegerile generale din Spania, 28 octombrie 1982 |       |               |  |
| Partide                                          | %     | locuri/scaune |  |
| Partidul Socialist Spaniol (PSOE+PSC)*           | 48.34 | 202           |  |
| Alianța Populară (AP-PDP)                        | 26.46 | 107           |  |
| Uniunea Democratică de Centru (UCD)              | 6.47  | 11            |  |
| Partidul Comunist Spaniol (PCS)                  | 4.04  | 4             |  |
| Uniune și Convergență (CiU)                      | 3.69  | 12            |  |
| Centrul Social Democratic (CDS)                  | 2.87  | 2             |  |
| Partidul Național Vasco (PNV)                    | 1.89  | 8             |  |
| Herri Batasuna (HB)                              | 1.01  | 2             |  |
| Esquera Republicană din Catalania (ERC)          | 0.66  | 1             |  |
| Euskadiko Ezkera (EE)                            | 0.40  | 1             |  |